# Вторая битва за Бин-Джавад
Вторая битва за Бин-Джавад — одно из сражений гражданской войны в Ливии.

## Хронология событий
23 августа — ряд информагентств со ссылкой на Аль-Джазиру и представителя революционеров в Бенгази Мухаммеда Завива сообщили, что, встречая минимум сопротивления, их отряды овладели посёлками Башир и Агейла, находящимися между Брегой и Рас-Лануфом. По словам Завива, «наши войска прошли 40 километров, мы вошли в Башир и сегодня ночью будем в Рас-Лануфе». Вечером 23 августа военный представитель революционеров, полковник Ахмед Омар Бани сообщил, что они вошли в Рас-Лануф. Мухаммед Завави, представитель повстанцев, сообщил, что войска Каддафи отступили за Красную Долину в направлении Сирта.
24 августа — представитель армии ПНС Фаузи Букатиф сообщил информационному агентству AFP, что в районе небольшого города Бин-Джавад наступление сил революционеров было остановлено артиллерийским огнём, заставшим силы ПНС врасплох. По словам Фаузи Букатифа, войска Каддафи сумели создать оборонительную линию по «Красной Долине», и явно не собираются сдаваться, как ожидалось ранее. «Красная долина» считается самой западной точкой, которой смогли достичь революционеры на восточном фронте в конце марта, перед тем, как были отброшены подошедшими подкреплениями войск Каддафи 28 марта-10 апреля до Адждабии. По словам самих революционеров, тогда район «Красной долины» был заминирован.
25 августа — силы ПНС, накануне подошедшие к Бин-Джаваду и попавшие под сильный артиллерийский огонь, отошли к Рас-Лануфу, где теперь разместился штаб войск революционеров, об этом сообщил один из их командиров. По его словам, местное население в районе Бин-Джавада и дальше в сторону Сирта явно недружественно настроено по отношению к революционерам: «Местное население дважды предавало нас, и теперь мы понимаем, что происходит».
26 августа — по не подтверждённым пока данным, возобновились бои между войсками Каддафи и силами ПНС за Рас-Лануфом, между портом Ас-Сидр и небольшим городом Бин-Джавад. Телеканал Аль-Арабия сообщает, что, по словам представителей революционеров, их войска смогли закрепиться в стратегически важных позициях вокруг города Бин-Джавад, включая военную базу, где ранее находились танки войск Каддафи. Действия армии ПНС в районе Бин-Джавада 26 августа сопровождались авиаударами НАТО по Сирту. В частности, британские истребители Торнадо нанесли ракетный удар по бункеру Каддафи в Сирте, о чём сообщил министр обороны Великобритании.
27 августа — Несмотря на заявления отдельных военных революционеров о переговорах с отрядами Каддафи в Сирте, приходили сообщения о том, что силы ПНС отошли от Бин-Джавада к порту Сидра, куда подходили подкрепления войск революционеров. По словам корреспондента Аль-Джазиры, войска Каддафи явно стремятся любой ценой удержать Бин-Джавад и не дать армии ПНС продвинуться дальше Рас-Лануфа, о чём свидетельствует яростное сопротивление отрядов Каддафи. Чуть позже 27 августа стали поступать первые сообщения, ссылающиеся на SkyNews, о том, что армия ПНС уже овладела Бин-Джавадом. Позже телеканал Аль-Джазира, а также другие СМИ подтвердили эту информацию. Также Reuters сообщает, что силы армии ПНС находятся в 100 км от Сирта, о сдаче которого во избежание жертв среди мирного населения, по словам представителя ПНС Мухаммеда Завави, ведутся переговоры, пока безрезультатно.

## Значение битвы
После взятия Бин-Джавада революционеры захватили Эн-Нофалию и начали битву за Сирт.